# Biosfeerreservaat Großes Walsertal
Het Biosfeerreservaat Großes Walsertal (Duits: Biosphärenpark Großes Walsertal) is een beschermd natuurgebied in de regio Großwalsertal in de Oostenrijkse deelstaat Vorarlberg.
De oppervlakte van het natuurgebied beslaat 19.231 ha. Er zijn 3.420 inwoners en ongeveer 180 boerderijen (waarvan ongeveer 42% biologisch). Het reservaat streeft naar een duurzame economie en toerisme in de regio en biedt een platform voor discussie over samenleving, politiek en wetenschap. Het biosfeerreservaat Großes Walsertal is sinds november 2000 een biosfeerreservaat van UNESCO.

## Geografie
Het biosfeerreservaat Großes Walsertal ligt in het politieke district Bludenz. Het strekt zich uit over de gemeenten Blons, Fontanella, Raggal, Sonntag, St. Gerold en Thüringerberg.
Het noordelijke deel wordt gekenmerkt door de flysch-bergen van de Walserkamm, het zuidelijke deel door de ruige toppen en puinhellingen van de Noordelijke Kalkalpen.

### Zones
Om de uiteenlopende taken van bescherming van natuurlijke diversiteit, duurzame ontwikkeling, onderwijs en onderzoek te vervullen, zijn biosfeerparken in zones verdeeld. Aan elk van deze zones zijn verschillende aandachtspunten toegewezen.
- Kernzone: Kernzones worden gebruikt voor klassiek natuurbehoud. In deze gebieden kunnen ecosystemen zich vrijwel zonder menselijke invloed ontwikkelen. In totaal beslaan de kernzones in het Biosfeerpark Großes Walsertal bijna 20% van de totale oppervlakte van de vallei. Dit betekent dat deze zones veel groter zijn dan gespecificeerd in de nationale regelgeving met minimaal 5%. De kerngebieden zijn het Gadental (natuurreservaat en Natura 2000-gebied), Faludriga-Nova (natuurreservaat), het Tiefenwald hoogveen (hoogveenbescherming), de bovenloop van de rivier de Lutz (rivierbescherming), Kirschwald-Ischkarnei en de Rote Wand (bescherming van het Alpengebied).[7]
- Onderhoudszone: De onderhoudszone met bijna natuurlijke habitats bevindt zich tussen de kern en de ontwikkelingszone. Milieuvriendelijke gebruiksvormen zoals houtgebruik, weide- en weidelandbouw, maar ook toerisme en educatieve activiteiten zijn hier mogelijk. In het biosfeerpark Großes Walsertal omvat het onderhoudsgebied voornamelijk uitgestrekte alpenweiden, traditioneel gebruikte bergweiden en bergbossen, die samen ongeveer 65% van de totale oppervlakte uitmaken. Volgens landelijke criteria moeten de onderhoudszones samen met de kernzones minimaal 20% van de totale oppervlakte beslaan.[7]
- Ontwikkelingszone: De ontwikkelingszone is het woon-, economische en recreatiegebied van de bevolking en omvat ook de vestigingsgebieden. Het doel is om duurzame economische methoden uit te proberen die in gelijke mate voldoen aan de eisen van mens en natuur. Hier liggen de mogelijkheden voor de ontwikkeling van ecologisch en sociaal verenigbaar toerisme, maar ook voor bedrijven en diensten die gebaseerd zijn op ecologische en sociale criteria. In het Großes Walsertal behoort het gehele permanente vestigingsgebied tot de ontwikkelingszone.[7]
- Regeneratiezone: Regeneratiezones zijn niet absoluut noodzakelijk. Hun doel is om de ecologische functionaliteit te herstellen. In het Großes Walsertal is de omgeleide Lutz-rivier aangewezen als regeneratiezone onder het stuwmeer. Het ontwikkeldoel is om te bereiken dat er weer voldoende water stroomt in het afvoertraject van de Lutz.[7]

Panorama van het hele Großes Walsertal met al zijn dorpen, genomen over de hoogte van Raggal, op 1071 m (van links naar rechts: Thüringerberg, Sankt Gerold, Blons, Raggal, Sonntag en Fontanella).

## Cultuur
Het biosphärenpark.haus is het bezoekerscentrum van het biosfeernatuurreservaat. De tentoonstelling Biosphere Reserve in het biosphärenpark-huis biedt achtergrondinformatie in de vorm van films, interactieve modules, vitrines en een herbarium. Verder wordt er getoont hoe de bergkaas Walserstolz op traditionele manier in een herdershut wordt geproduceerd.
De Walserherbst (letterlijk Walserherfst) is een muziek-, literatuur- en culinair festival gelegen in het natuurgebied. Het festival wordt om de twee jaar in augustus/september gehouden en duurt drie weken.
Het Walderlebnispfad Marul (letterlijk Bos-belevenispad) is een wandelweg met behendigheidsspelen, aandachtspunten voor de natuur, informatie over flora en fauna en cultuur en geschiedenis over de bergomgeving. De wandelaars kunnen kiezen tussen de korte (3,4 km lengte, wandeltijd ca. 1½ uur, ca. 300 hoogtemeters) en de lange route (5,6 km lengte, wandeltijd ca. 2½ uur, ca. 450 hoogtemeters).

De proosdij St. Gerold is het culturele centrum in het dal. Sinds de 10e eeuw is de proosdij in het bezit van het Zwitserse benediktinerklooster. Onderaan voert een wandelpad langs meertjes door het bos.

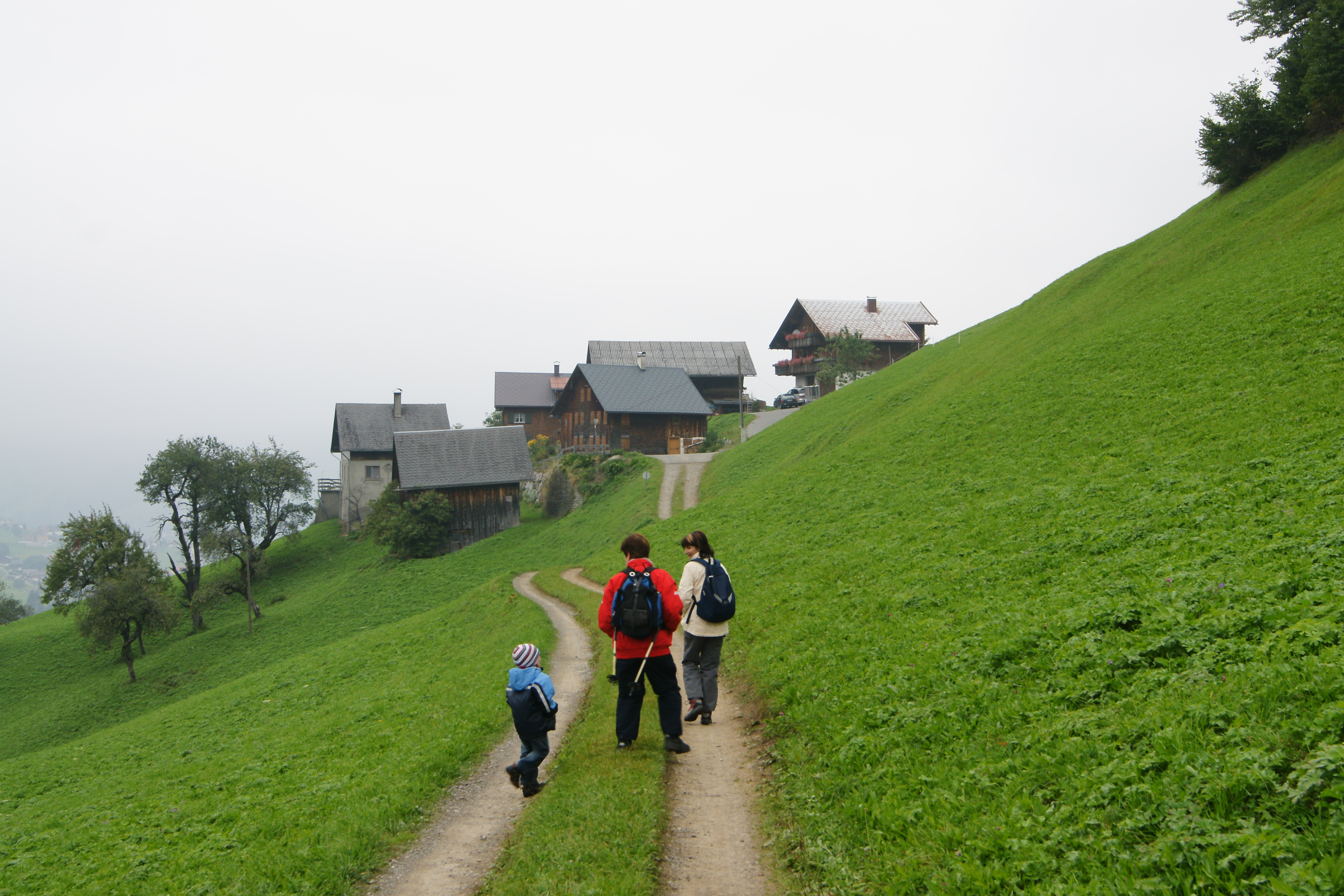
Wandelen langs het Marul-wandelpad
Tijdens een Walserherbst-evenement op Alpe Klesenza
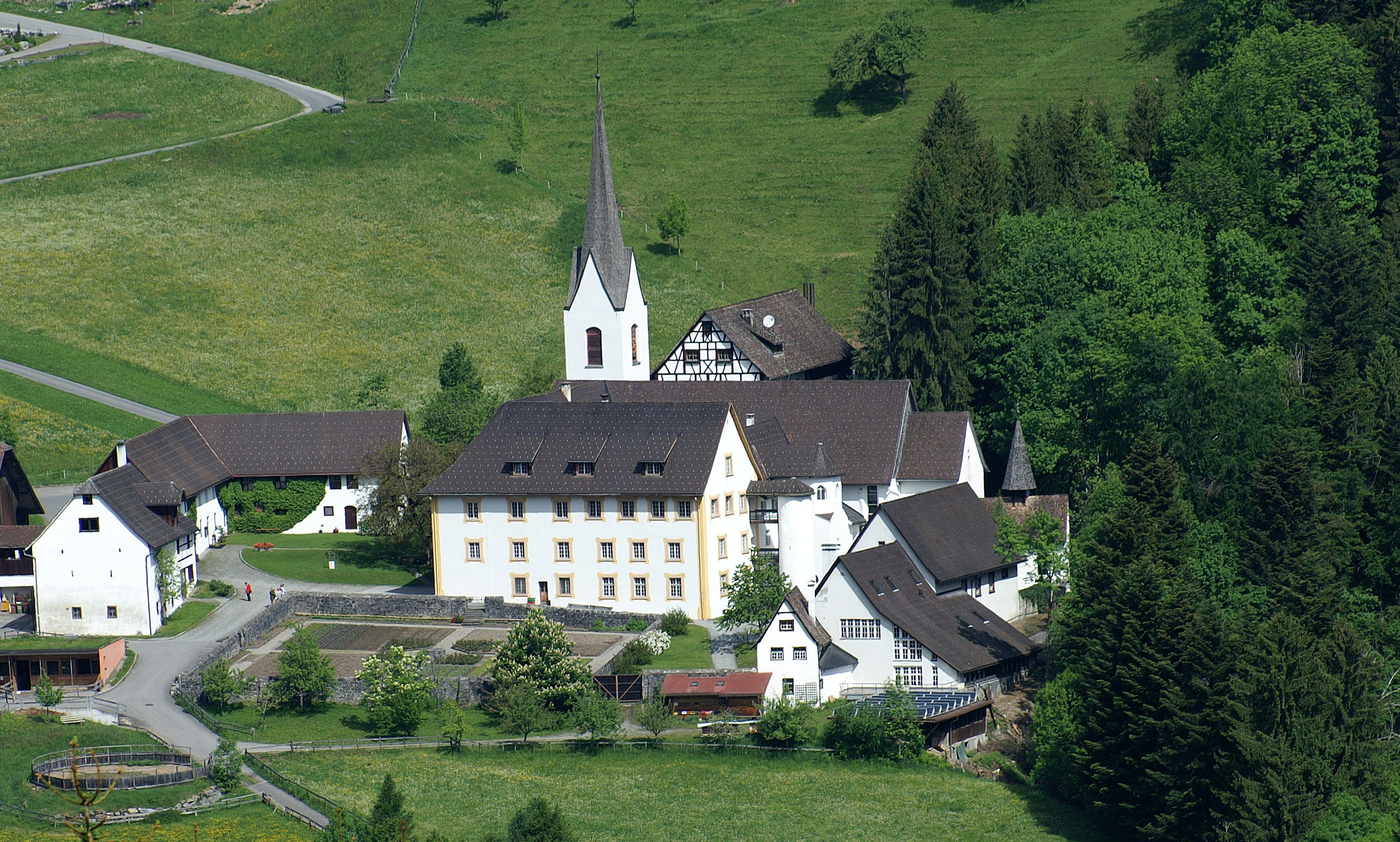
De benedictijnse Propstei Sankt Gerold

## Afbeeldingen

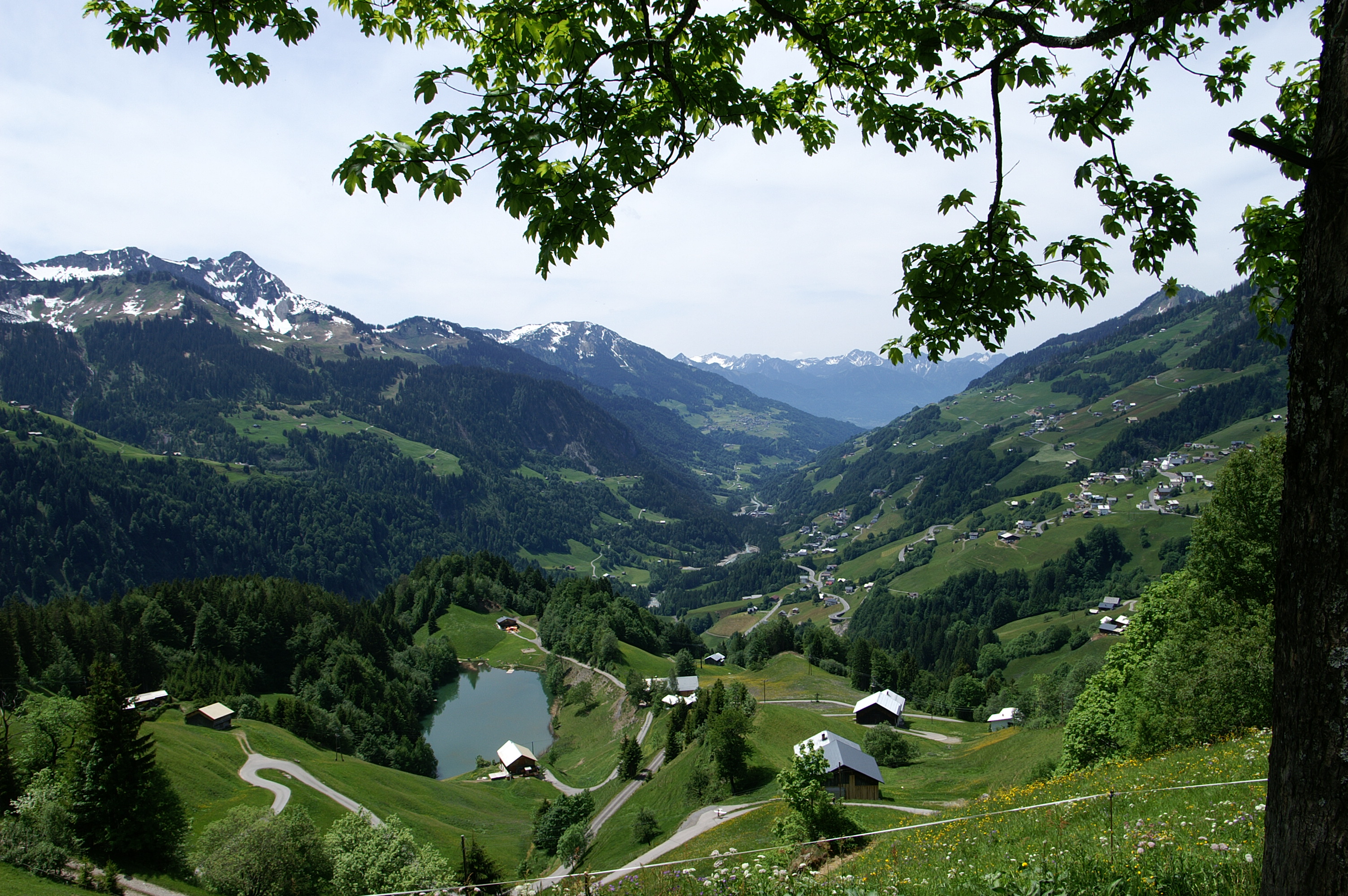
Uitzicht vanaf het Seewald aan de voet van de Blasenka in het Große Walsertal met de gemeenten Fontanella, Sonntag en Raggal in Vorarlberg. Op de voorgrond de Seewaldsee.
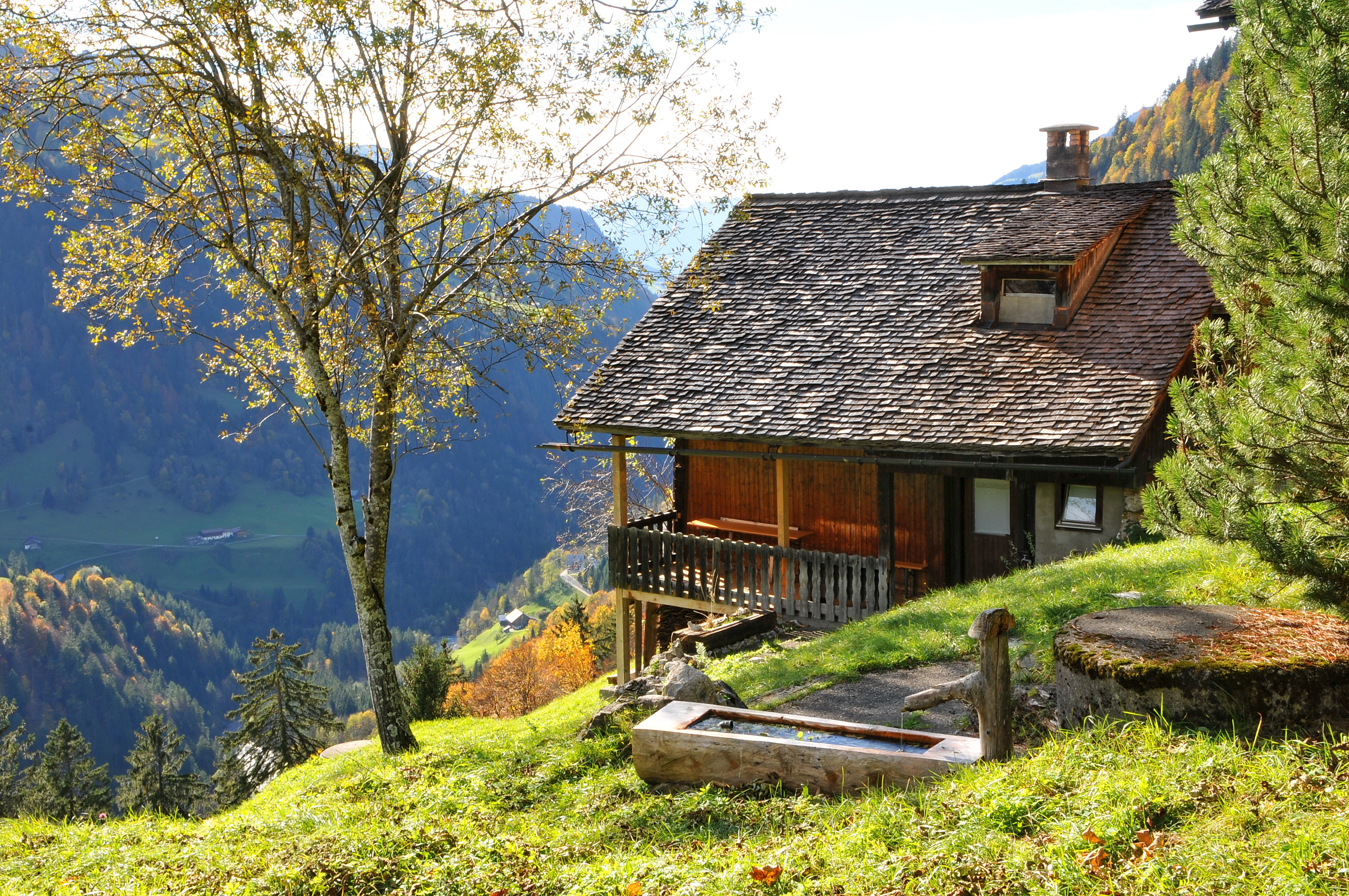
Een alpenhut in de Großwalsertal
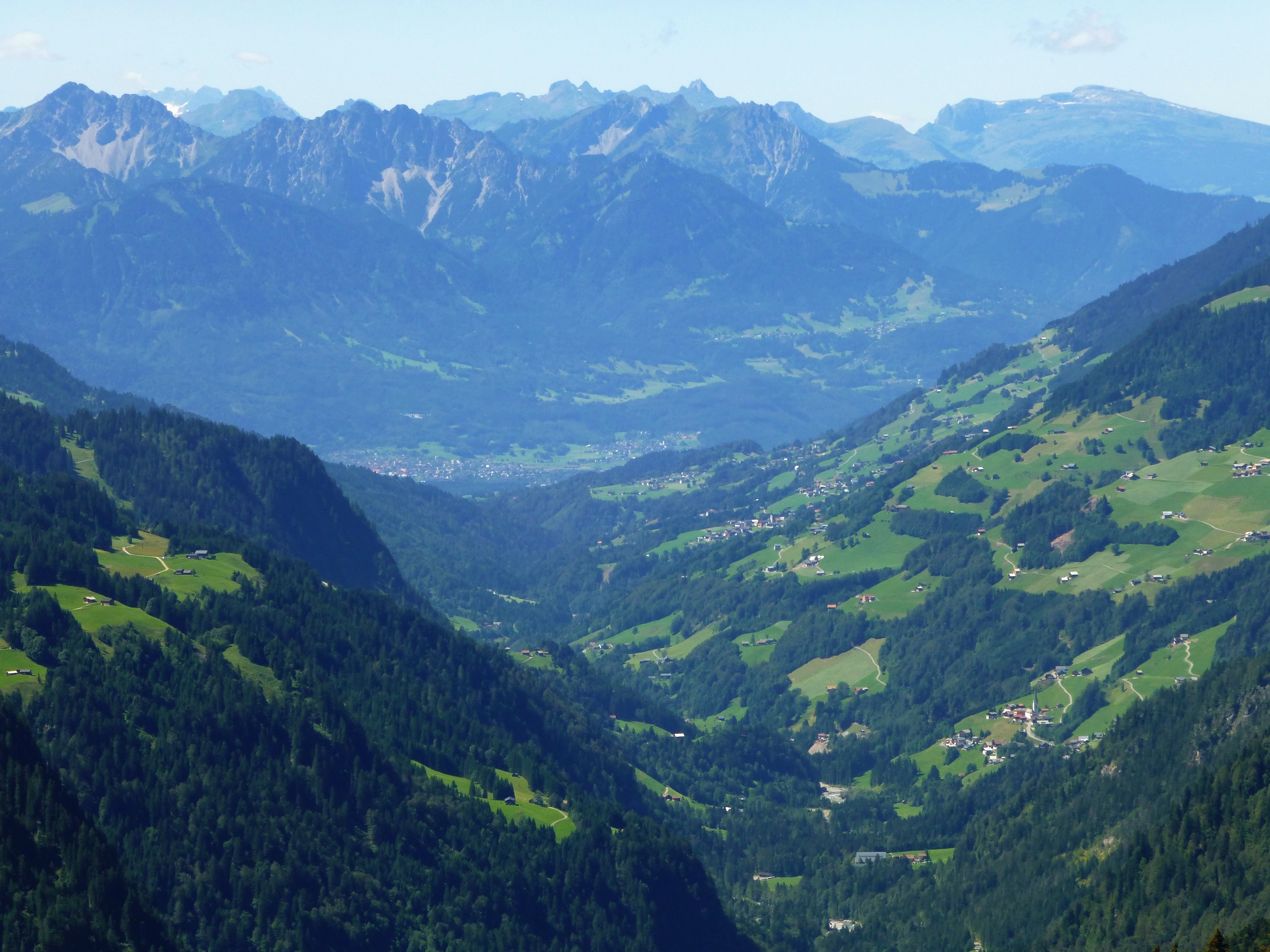
Uitzicht vanaf de Biberacher Hütte in de Großwalsertal
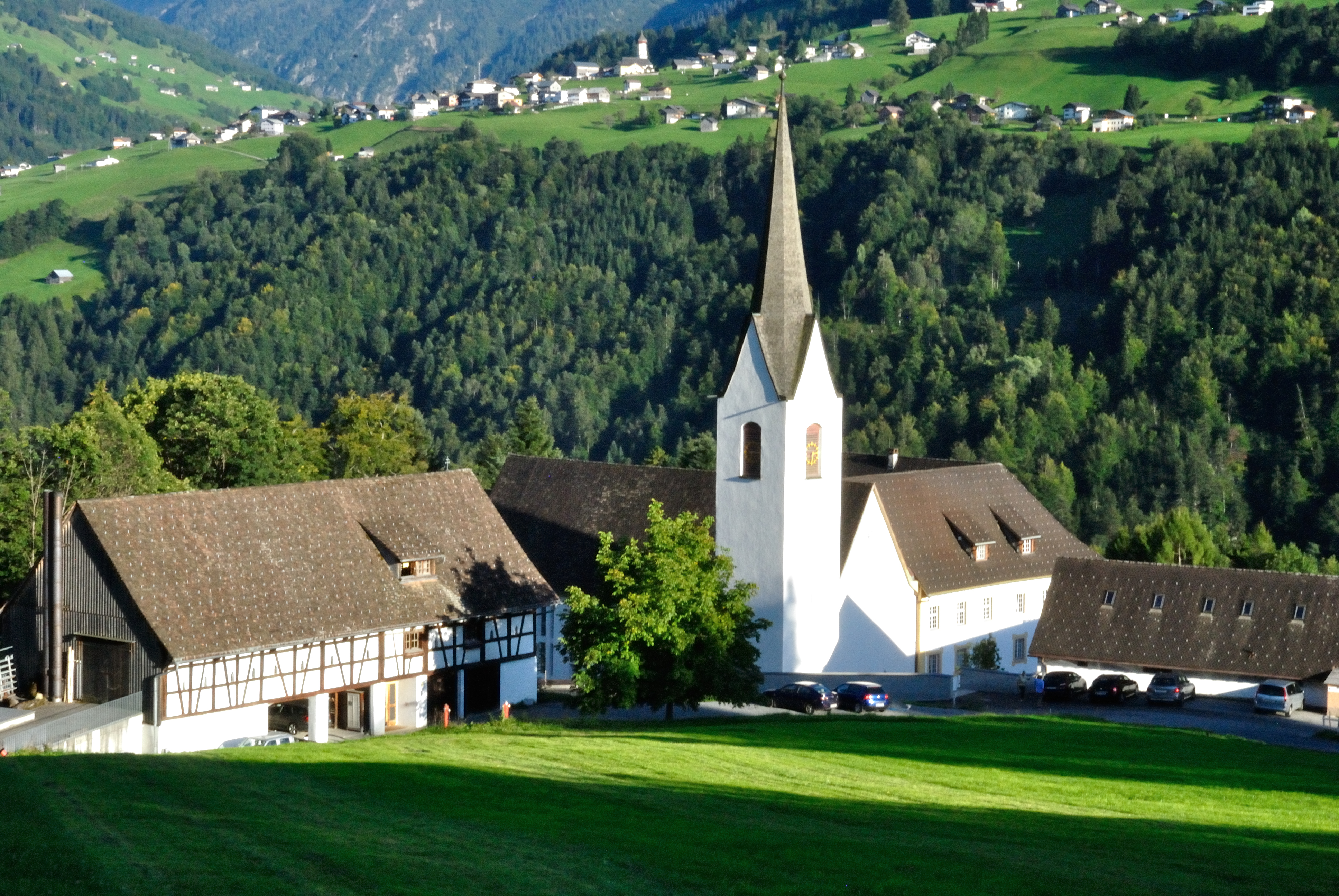
Proosdij St. Gerold